# Liste der Monuments historiques in Fontenay-le-Fleury
Die Liste der Monuments historiques in Fontenay-le-Fleury führt die Monuments historiques in der französischen Gemeinde Fontenay-le-Fleury auf.

## Liste der Objekte
| Bezeichnung | Beschreibung          | Standort                                 | Kennzeichnung | Schutzstatus | Datum | Bild           |
| ----------- | --------------------- | ---------------------------------------- | ------------- | ------------ | ----- | -------------- |
| Grabplatte  | Stein, 1552           | in der Kirche St-Germain-de-Paris (Lage) | PM78001621    | Inscrit      | 1982  |                |
| Glocke      | Bronze, 1529 gegossen | in der Kirche St-Germain-de-Paris (Lage) | PM78001049    | Classé       | 1995  | weitere Bilder |